# 미하일 아센 2세
미하일 아센 2세(불가리아어: Михаил Асен II)는 1277년에서 1279년까지 불가리아의 차르였다.

## 생애
미하일 아센 2세는 콘스탄틴 티흐와 마리아 팔라이올로기나 칸타쿠제나의 유일한 알려진 아들이다. 미하일 아센 2세는 1270년에 태어나 포르피로게니토스로 선언되었고, 1272년 그의 아버지의 공동 황제가 되었다.
1277년 그의 아버지 콘스탄틴 티흐가 이바일로에게 살해당하자 미하일 아센 2세는 유일한 황제가 되었으나, 그는 모후 마리아의 영향력 하에 있었고, 그의 지배력은 터르노보 일대로 제한되었다. 많은 지역이 이바일로의 손에 들어가는 동안 그의 어머니의 삼촌인 비잔티움 제국의 미카일 8세는 새로운 황제로 이반 아센 3세를 내세웠다. 이반 아센 3세와 비잔티움 군대가 북쪽으로 진군하자 마리아 칸타쿠제나는 이바일로와 협정을 맺어 그녀는 그녀의 남편 콘스탄틴을 죽인 이바일로와 결혼하면서 미하일 아센 2세와 함께 차르로 추대하였다.
이바일로는 1279년 킵차크 칸국의 노가이 칸에게 세 달 동안 드러스터르의 요새에 포위당하기 전까지는 비잔티움 제국의 침략을 성공적으로 막았다. 그가 죽었다고 생각한 터르노보의 귀족들은 터르노보를 포위하고 있던 비잔티움군과 이반 아센 3세를 맞아 들였다. 미하일 아센 2세는 모후 마리아와 함께 비잔티움 제국으로 보내졌다. 그는 1302년 불가리아 귀족들이 토도르 스베토슬라프에 대항하여 그를 옹립할 때 다시 등장한다. 비잔티움 군대의 지원에도 불구하고 그는 제위를 되찾지 못하였다. 그가 언제 죽었는지는 알려져 있지 않다.

## 참고 문헌
- John V.A. Fine, Jr., The Late Medieval Balkans, Ann Arbor, 1987.

| 전임 콘스탄틴 1세 | 제2차 불가리아 제국의 차르 1277년 ~ 1279년 | 후임 이반 아센 3세 |